# 7608 Telegramia
7608 Telegramia è un asteroide della fascia principale. Scoperto nel 1995, presenta un'orbita caratterizzata da un semiasse maggiore pari a 2,4275981 UA e da un'eccentricità di 0,1752957, inclinata di 3,60537° rispetto all'eclittica.